# 피렌체 공성전 (1529–30년)
피렌체 공성전은 코냑 동맹전쟁 말기인 1529년 10월 24일부터 1530년 8월 10일까지 피렌체에서 벌어진 전투이다. 전투는 황제 카를 5세가 파송한 제국군(스페인+신성로마제국)과 피렌체 사이에서 벌어졌다. 공성전이 벌어진 원인은 메디치 가문이 피렌체의 통치가문이였으나 1527년에 피란체에서 추방당하며 통치권을 상실하였는데 이를 회복하기 위함이였다. 오랑주 공 필리베르 드 샬롱과 피에르 마리아 3세 데 로시가 이끄는 제국군은 피렌체를 포위한 후 10달에 가까운 공성전을 벌인 끝에 함락에 성공하였다. 피렌체 공성전을 끝으로 1526년에 시작된 코냑동맹전쟁은 완전히 종료되었다. 교황 클레멘스 7세는 자신의 재종손자(再從孫子) 알레산드로 데 메디치를 피렌체 공작으로 임명하여 피렌체를 통치하도록 하였다.
피렌체 공성전은 코냑동맹전쟁(1526~1530)의 일부이며 전쟁의 마지막 단계에서 제국군대가 피렌체를 침공하자 이에 대항하여 피렌체는 농성전을 벌였다. 코냑동맹전쟁은 교황이 황제 카를 5세의 세력을 이탈리아 반도에서 몰아내려고 프랑스를 비롯한 피렌체등 이탈리아 도시국가들과 연합하여 1526년에 일으킨 전쟁을 말한다. 동맹군이 이탈리아 북부를 점령하자 황제 카를 5세는 북이탈리아를 탈환한 후 1527년 5월 6일 로마를 점령하며 전쟁의 승기를 잡는다. 로마가 제국군에 의해 점령당하자 피렌체의 통치 가문인 메디치 가문은 힘을 잃게 되었고 정적들의 공격을 받아 피렌체에서 추방당한다. 메디치 가문의 구심점이었던 교황이 전쟁에서 대패하며 항복하였기 때문이다(교황 클레멘스 7세는 메디치 가문 출신이다.).
1528년 나폴리 공성전과 1529년 란드리아노에서 프랑스군이 패배하자 프랑수아 1세는 카를 5세와 캉브레 조약을 체결한 후 전쟁에서 이탈하였다. 베네치아를 비롯한 동맹국들이 황제와 강화를 체결하면서 동맹에서 탈퇴하자 피렌체만 홀로 남았다. 교황은 황제에게 항복한 후에 체결한 밀약을 통하여 자신의 조국인 피렌체에 대한 무력 침공을 요청한다. 무력을 통해서라도 메디치 가문의 피렌체 통치권을 회복하고 피렌체에 남아 있는 카트린 드 메디시스를 구출하기 위함이었다. 황제 카를 5세는 이탈리아 내에서 자신의 영향력 증대를 위해서 이 제안에 동의하였으며 그 댓가로 황제 대관식을 치루어 달라고 주문하였다.  
교황과 황제간에 이해관계가 맞아떨어지며 피렌체에 대한 침공은 개시되었다. 제국군이 진격해오자 피렌체는 이에 저항했지만, 동맹국들이 모두 이탈한 상태라 도움을 받을 수 없었고 고용된 용병들이 배신을 하면서 장기전으로 돌입하자 상황은 점차 피렌체에게 불리하게 돌아갔다. 제국군에 의해 볼테라가 점령당하고 가비아나 전투에서 프란체스코 페루초가 사망하자 더 이상의 저항이 불가능하게 되었고, 마침내 1530년 8월에 항복했다.

## 서막

### 황제 카를 5세
프랑스는 백년전쟁후 상비군 창설과 관료제 정비를 통해 중앙집권에 성공하며 강대국이 되었다. 결집된 힘은 외부로 눈을 돌리게 만들었다. 1494년 프랑스 샤를 8세는 밀라노 공작의 협조하에 이탈리아 원정을 실시했다. 그러나 이는 명백히 황제 막시밀리안 1세에 대한 도전이자 월권행위였다. 역사적 관례로 볼때 이탈리아의 관할권은 명목상 신성로마 제국 황제가 가지고 있었기 때문이다.
아울러 스페인은 방계 가문이 통치하고 있던 나폴리를 지켜야 했다. 프랑스를 경계할 필요성을 느낀 황제 막시밀리안 1세와 스페인의 페르난도 2세는 자녀들의 혼인을 통해 동맹을 맺었다. 후아나와 펠리페 1세의 결혼식은 1496년 10월 20일 현 벨기에 리르에서 열렸다. 이 결혼으로 인해 훗날 두사람(펠리페 1세와 후아나)의 자녀인 카를 5세가 스페인과 신성로마제국을 상속받으며 초강대국이 탄생하였고 이로 인해 힘의 균형이 무너진 유럽은 긴장하였다.

### 이탈리아 전쟁
1494년에 프랑스의 샤를 8세가 실시한 이탈리아 원정은 실익없이 종료되었다. 하지만 사분오열 되어있는 부유한 이탈리아 도시국가들의 군사력은 매우 허약하다는 사실이 알려지게 되었다. 이후 이탈리아는 유럽 강대국들의 주도권 경쟁의 각축장으로 변하며 지속적으로 전쟁이 벌어졌다. 1499년 프랑스 루이 12세가 밀라노의 계승권을 주장하며 실시한 원정으로 밀라노 점령에 성공하였다. 이에 대해 교황 율리오 2세는 이탈리아 반도내에서 외세의 간섭을 몰아내기 위해 직접 전쟁을 수행하여 1512년에 프랑스를 몰아냈다. 프랑수아 1세가 1515년 마리냐노 전투에서 승리하며 밀라노를 다시 탈환하지만 황제 카를 5세가 1521년에 밀라노를 정복하여 스포르차 가문에게 통치권을 돌려주었다.

### 코냑 동맹 전쟁
카를 5세 같은 강력한 힘을 가진 군주는 교황의 권위를 손상시키기 때문에 역대 교황들은 힘있는 군주의 출현을 꺼렸다. 그런 이유에서 교황 클레멘스 7세 역시 황제 카를 5세가 달갑지 않았는데 교황의 이런 우려는 현실이 되어버렸다. 1525년 2월, 파비아 전투에서 프랑스가 제국군에 대패하며 프랑스의 국왕 프랑수아 1세가 생포되고 말았다. 황제 카를 5세는 교황령과 국경을 접하고 있는 나폴리의 군주였는데 파비아의 승리로 인해 북이탈리아에 위치한 밀라노도 사실상 차지하며 영향력이 너무 커져버렸기 때문이다.
교황은 이탈리아에서 황제의 세력을 몰아내기 위해 프랑스를 포함한 이탈리아 도시국가들과 동맹을 맺고, 1526년에 황제를 상대로 전쟁을 일으켰다. 동맹군이 밀라노를 점령하자 분노한 황제는 용병을 투입하여 밀라노를 재 정복한후 도시 로마를 공격했다. 교황군의 저항이 있었으나 1527년 5월 6일, 로마가 함락되며 황제가 고용한 용병들이 도시 로마를 약탈하였다. 교황은 즉시 항복을 선언하였다. 1528년, 뒤늦게 프랑스가 나폴리를 공략해보았지만 패퇴하였고 북이탈리아에서 벌어진 란드리아노 전투(1529년 6월)에서 조차 패배하며 프랑스는 완전히 전의를 상실하였다.

### 바로셀로나 밀약
1529년 6월 29일, 교황은 바르셀로나에서 황제와 만나 비밀 계약을 체결하였다. 주된 내용은 강화조약 체결 시 피렌체를 제외시킬 것과 교황이 군비를 조달하는 조건하에 제국군이 피렌체를 탈환하여 메디치 가문의 통치권을 회복시켜 달라는 것이었다. 교황은 피렌체에게 황제와 종전협의를 진행할 기회를 원천적으로 박탈하여 침공의 명분을 유지하고 피렌체 정부를 고립시켜 외부의 도움을 받을 수 없게 하고자했다. 피렌체 점령에 제국군을 이용하는 것은 조국과 동포를 배신했다는 비난을 피해가기 위함이었다.
피렌체는 지난 1527년 5월 19일에 메디치 가문을 추방하였다. 로마가 제국군에 의해 점령당하여 메디치 가문의 구심점이었던 교황이 힘을 잃어버렸을 때를 기회로 반-메디치 세력이 벌린일이었다. 교황 클레멘스 7세는 자신의 출신가문인 메디치 가문의 피렌체 통치권 회복을 원했고, 황제는 이탈리아에서의 영향력 확대를 위해 피렌체를 정벌하는 것도 나쁘지는 않았기에 교황의 요청에 동의했다. 이후 진행된 종전조약으로 동맹국들이 전쟁에서 이탈하자 코냑동맹은 완전히 붕괴되었고 피렌체는 고립되었다.

### 제국군의 진격

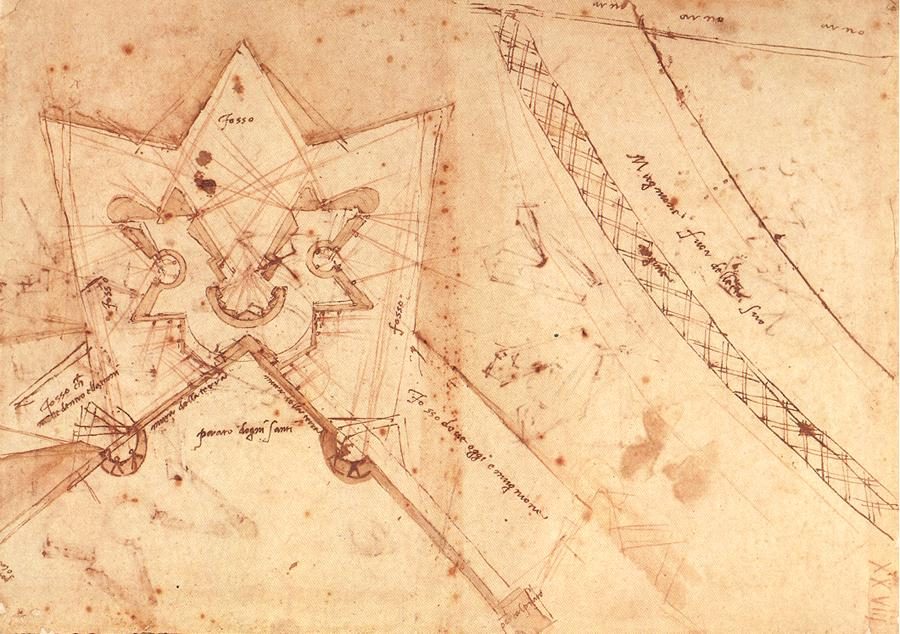
1529년–1530년에 미켈란젤로 부오나로티에 의한 오니산티의 포르타알프라토 요새화에 대한 연구 자료.

1529년 여름 바로셀로나 밀약 체결 이후, 황제 카를 5세와 교황 클레멘스 7세는 피렌체 공화국에 대한 공세 계획을 세웠다. 오랑주 공이 7월 말 로마에 도착하여, 그곳에서 교황에게 약 30,000 두카트 (이후 추가 지급을 약속)를 받아 페루자 (말라테스타 발리오니가 보유하던)와 피렌체 공격을 명 받았다. 오랑주는 약 7,000명 정도를 모을 수 있었는데, 이중 대부분이 게오르크 폰 프룬츠베르크를 따라 1526년에 이탈리아에 들어온 란츠크네흐트 부대들이었고 여러 이탈리아 용병대들은 실질적으로 전쟁이 끝났기에 더 이상 싸우려 하지 않았다.
오랑주 공은 피렌체로의 진격을 진행했고, 가는 길에 병력들을 더 모았다. 그는 대포 부족 문제를 겪어, 시에나에서 일부를 강제로 징발했다. 교황에게 약간의 애정을 가지고 있는 시에나인들은 이를 제공했지만 그들이 할 수 있는 만큼 대포의 도착을 최대한 지연시켰다. 9월 24일에 제국군은 약속한 대포가 오기를 기다리며 피렌체에서 25마일 떨어진 몬테바르키에서 여전히 있었다.

### 피렌체의 전쟁준비
피렌체는 혼란에 휩싸여 있었다. 10인 위원회는 클레멘스에게 항복을 추진한 반면에 곤팔로니에레는 항복하기를 완강히 거부하였고, 방어 작업을 계속할 것을 요구했다. 공화국이 초기에 고용한 다수의 콘도티에로(용병대장)들은 황제에 맞서 싸우는것을 거부했다. 제국군이 피렌추올라를 약탈한 후, 많은 피렌체의 유력인사들이 달아났다. 이 중에는 피렌체의 요새화 명령을 받은 건축가이자 예술가 미켈란젤로가 있었으며, 말라테스타 발리오니가 피렌체를 배반했다는 의미없는 경고를 곤팔로니에레에게 한 뒤, 9월 10일에 떠났다가, 다시 11월 중순에 돌아와 공성전이 임했다.
미켈란젤로(1475~1564)가 맡았던 임무는 새로운 요새와 성채강화 작업이었다. 그는 교황의 요청으로 산로렌초 성당내 신성구실의 조성작업을 하던 중에 자출되었다. 미켈란젤로는 산 마니아토 언덕까지 축성한후 성벽안쪽을 진흙벽으로 두텁게 보강하여 포탄의 충격으로부터 성벽이 충분히 버틸 수 있는 지지력을 가지도록 하였다. 외벽은 침대요나 벼짚과 밀짚등으로 두텁게 엮은 것을 늘어트려서 역시 포탄의 충격이 완충되도록 보강을 하였다. 이런 조치는 15세기 말부터 전장에서 본격적인 공성장비로 사용하게 된 대포의 위력을 무력화 시키기 위한 것들이었다.
도시 방어에 대한 준비를 위해 다수의 외진 곳에 있는 수녀원과 수도원들이 파괴되었는데, 이중에는 산 조반니 에반젤리스타 교회당, 포르타산갈로 외각의 아우구스티노 수도원, 몬테도미니와 몬티첼리 수녀원, 포르타핀티의 산 베네데토 카말돌리회 수도원, 피에트로 페루지노의 프레스코화가 있는 산 도나토 인 포베로사와 한 주스토 델리 인제수아티 등이었다. 피렌체는 농성전을 위해 10,000명 가까운 민병대를 모았다.
피렌체에도 한가지 믿는 구석은 있었다. 오스만의 30만 대군이 1529년 5월에 이스탄불을 출발하여 오스트리아의 비엔나 탈환을 위해 행군하고 있다는 소식을 접했던 것이다. 적의 적이 협력자가 되는 순간이다. 8월에 헝가리를 점령한 오스만 군은 9월에 비엔나를 포위하였다. 비엔나는 합스부르크 가문의 본가가 있는 곳이므로 카를 5세의 입장에서는 두곳에 전선이 형성되어 피렌체에만 집중하기 어려운 상황이였다.(빈 공방전 참고)

## 공성전

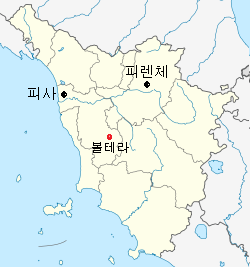
피렌체에서 약 50km 떨어져 있는 볼테라

요새화가 상당히 진전되었고, 제국군의 움직임 지연으로 강화된 피렌체는 맞서 싸우기로 결정하였다. 10월 5일 오랑주 공은 진격을 재개했고, 10월 24일 쯤에 그는 피렌체 주변의 언덕에 진지를 구축했다. 피렌체는 다양한 병종의 약 8,000명 지키고 있었다. 피렌체의 토루가 공격을 통해 쉽게 점령하기에는 너무나 견고했다고 봤기에, 제국군은 대신에 대포 공격과 수비대에 대한 유격전을 동시에 벌이는 전략을 택했다.
한편 이탈리아의 다른 곳에서 전투 부족으로 수천 명이 용병들이 제국군에 들어가, 군대의 규모가 상당히 커졌다. 새롭게 도착한 이들 중에는 잔혹한 평판을 가져 교황 클레멘스 7세가 공성전에 참여하는 걸 반대했었던 파브리치오 마라말도 등이 있었다.
피렌체를 지원하겠다던 프랑수아 1세의 약속은 끝내 허풍인 걸로 드러났다. 그의 두 왕자가 마드리드에서 풀려났음에도 프랑수아 1세는 곧바로 카를 5세에게 대적하며 맞서기를 바라지 않았다. 그가 피렌체 상인들에게 얼마간의 금액을 제공했지만 그것은 그가 약속했던 지원군을 보내지 않은 것에 대해 명백하게도 그가 먼저 빚을 진 것이었다.
제국군은 피렌체의 부속도시인 볼테라를 공격하였고, 피렌체는 엠폴리의 수비군을 지휘하던 프란체스코 페루초가 이곳을 구원하기 위해 급파하며 대응했다. 페루초는 쉽게 제국군을 몰아냈지만, 볼테라에 남으라는 10인 위원회의 명령을 거부하고 그의 병력 대부분과 엠폴리로 돌아갔다. 이것이 그가 떠난 후에 그곳을 점령할 두 번째이자 성공적인 제국군의 공격을 허용시켰다.
볼테라 상실로, 피렌체에 공급선을 확대시키려는 피렌체인들의 희망이 줄어들었고, 피사 일대에서 군대를 모아온 페루초의 구원군의 도착을 보았다. 미리 발리오니가 그 자신이 없을 때 제국군에 대한 공격을 하지 않겠다고 협약을 맺은 오랑주 공은 그를 공격하기 위해 그의 대군을 이끌고 진격했다. 1530년 8월 3일 두 군대가 가비아나 전투에서 만났고, 오랑주 공과 페루초 둘다 전사하였으며, 피렌체군은 결정적인 패배를 당하였다.
몇몇 시민들이 저항을 계속하려는 시도에도 불구하고 피렌체 정권내 내분과 더불어 피렌체는 페루초 군대의 전멸로 더 이상 저항할 수 없었다. 8월 10일에 공화정 대표들은 제국군에 항복을 했다.

## 종전 이후

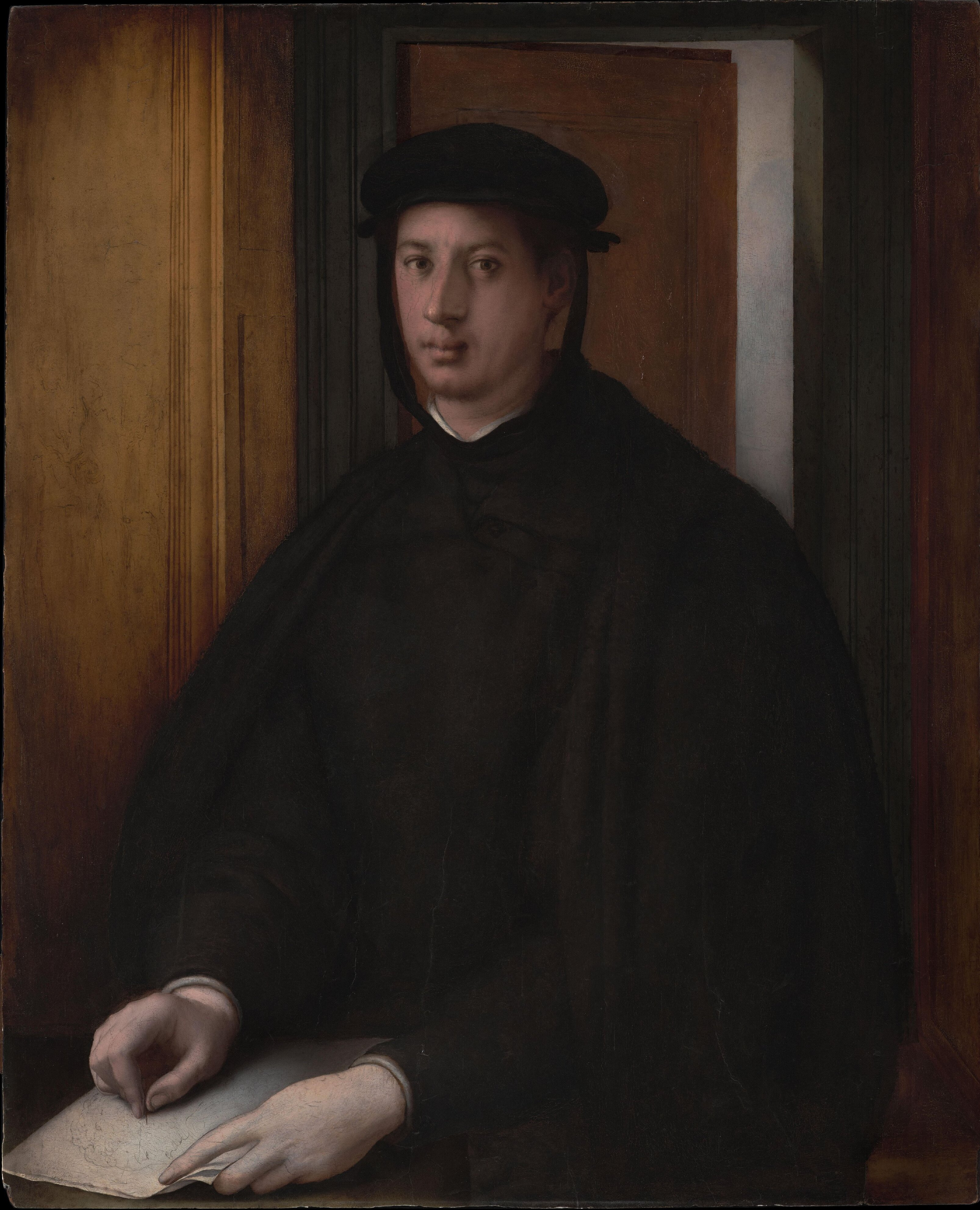
알레산드로 데 메디치의 초상. 야코포 폰토르모의 1534년–1535년 유화 작품

### 전후수습
피렌체 공성전을 끝으로 1526년에 시작된 코냑동맹전쟁은 4년 만에 완전히 종료되었다. 이로써 황제 카를 5세의 도움을 받아 메디치 가문은 통치권을 회복했으며 피렌체의 전후수습은 황제의 지원을 받고 있는 교황이 주도하였다. 피렌체 공화정 지도자들과 체결된 항복조건은 도시가 교황의 손에 넘어가자 완전히 무시되었으며, 천여명에 달하는 피렌체 지도급 인사들이 처형, 추방, 투옥되었다. 제국군이 피렌체에 상주하는 가운데 교황의 측근인 바초 발로리를 수상으로 임명하였고 권력은 수상에게 집중되도록 하였으며 시뇨리아는 형식적으로 존속시켰다.

### 피렌체 공작
1531년 7월 5일, 교황 클레멘스 7세는 자신의 재종손자(再從孫子) 알레산드로를 새로운 수상으로 임명하였다. 또한 '포르테차 다바소'라 불리게 되는 요새를 도시의 북쪽 성벽 중앙에 건축하도록 명하였다. 요새가 완성되자 1532년 5월 1일, 교황의 요청을 받은 황제 카를 5세는 알레산드로를 피렌체 초대 세습공작으로 임명하였다.
이로써 피렌체의 공화정은 종말을 맞이하였다. 요새에는 피렌체 공작의 통치를 뒷받침할 제국군이 상주하였다. 1536년에 알레산드로는 황제 카를 5세의 사생아 마르게리타(1522~86)와 결혼하였으며 카를 5세는 알레산드로의 통치에 든든한 지지자가 되었다.

## 참고 서적
- Cochrane, Eric. Florence in the Forgotten Centuries, 1527-1800: A History of Florence and the Florentines in the Age of the Grand Dukes (1976)
- 프란체스코 귀차르디니, Francesco. The History of Italy. Translated by Sydney Alexander. Princeton: Princeton University Press, 1984. ISBN 0-691-00800-0.
- Hyett, Sir Francis Adams (1903). 《Florence: her history and art to the fall of the republic》. Methuen. 505–21쪽.